# Slave Design
Albums de Sybreed
Antares
(2007)
Slave Design est le premier album du groupe de cyber metal Sybreed, sorti le 7 septembre 2004.

## Titres[1]
| No  | Titre                             | Durée |
| --- | --------------------------------- | ----- |
| 1.  | Bioactive                         | 6:24  |
| 2.  | ReEvolution                       | 4:03  |
| 3.  | Decoy                             | 5:07  |
| 4.  | Synthetic Breed                   | 5:19  |
| 5.  | Next Day Will Never Come          | 5:24  |
| 6.  | Machine Gun Messiah               | 4:18  |
| 7.  | Take the Red Pill                 | 5:00  |
| 8.  | Rusted                            | 5:34  |
| 9.  | Static Currents                   | 3:44  |
| 10. | Critical Mass                     | 6:11  |
| 11. | ReEvolution (Syntax Airplay Edit) | 3:55  |
| 12. | Decoy (Radio Slave Edit)          | 4:01  |